# Sarbice Pierwsze
Sarbice Pierwsze – wieś w Polsce położona w województwie świętokrzyskim, w powiecie kieleckim, w gminie Łopuszno.
Wieś jest siedzibą rzymskokatolickiej parafii NMP Matki Kościoła w Sarbicach.
| SIMC    | Nazwa      | Rodzaj    |
| ------- | ---------- | --------- |
| 0248846 | Górka      | część wsi |
| 0248852 | Od Baranki | część wsi |
| 0248869 | Od Lasu    | część wsi |

W latach 1975–1998 miejscowość administracyjnie należała do województwa kieleckiego.